# 賀敬德
賀敬德（HE Jingde，1978年4月23日—），香港男子武術運動員，曾於美國任動作演員。

## 簡歷
賀敬德的父親醉心武術，自2歲左右便讓他習武至今。他自小跟隨北京武術隊訓練，武打明星李連杰和吳京分別是他的同門師兄和同學。其後，賀旅居住美國多年，在美國加入了太陽馬戲團（前稱索拉奇藝坊）四年。西方的舞台經驗令賀敬德的傳統武術思維有所突破，令他懂得在比賽中用表情動作等細節抓住觀眾的心。
2009年10月，賀敬德參加加拿大多伦多舉行的第10屆世界武術錦標賽，獲得男子南棍金牌、南拳银牌和南刀铜牌。
2010年，賀敬德代表中國香港參加2010年亞洲運動會，取得男子南拳南棍全能銀牌。
2011年10月，賀敬德參加土耳其安卡拉舉行的第11屆世界武術錦標賽，成功衛冕男子南棍金牌，再奪得南刀及南拳兩面銀牌。

## 榮譽
- 香港特區政府嘉獎

行政長官社區服務獎狀（2011年）
- 香港傑出運動員選舉

「香港傑出運動員」（2011年）